# Draviden
Als Draviden (von Sanskrit द्राविड drāviḍa) werden die Völker bezeichnet, die eine der im Süden Indiens und auf Sri Lanka verbreiteten dravidischen Sprachen sprechen. In dieser Bedeutung wurde der Begriff „Draviden“ Mitte des 19. Jahrhunderts vom britischen Orientalisten Robert Caldwell geprägt. Dabei griff Caldwell auf den Sanskrit-Begriff drāviḍa zurück, der in vormoderner Zeit meist die Tamilen, bisweilen auch zusammenfassend alle Völker Südindiens, bezeichnete. Basierend auf Caldwells Erkenntnissen gingen westliche Forscher im 19. Jahrhundert von einer Dichotomie zwischen den Draviden, die die Urbevölkerung Indiens darstellten, und den Ariern, die von außen nach Indien eingewandert seien, aus. Um die Wende des 19. und 20. Jahrhunderts wurden diese Thesen von tamilischen Intellektuellen aufgegriffen, die eine dravidische Identität der Tamilen propagierten. Ab dem frühen 20. Jahrhundert war die Draviden-Ideologie in den tamilischsprachigen Gebieten Südindiens äußerst wirkmächtig und führte zum Entstehen einer politischen Strömung, der sogenannten Dravidischen Bewegung.

## Die dravidischen Sprachen

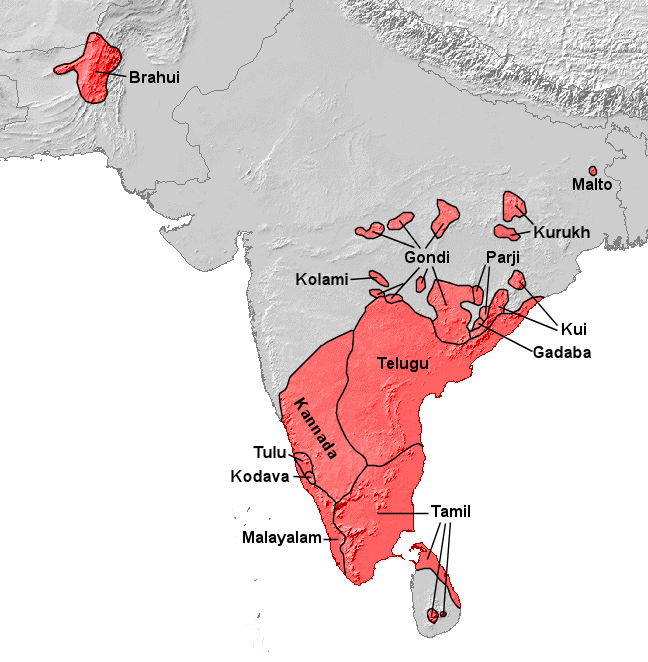
Verbreitungsgebiet der dravidischen Sprachen

In seiner heute gebräuchlichen Bedeutung bezieht der Begriff „dravidisch“ sich primär auf die dravidischen Sprachen. Zu diesen gehören die vier großen Sprachen Telugu, Tamil, Kannada und Malayalam, die in Südindien und (im Fall des Tamil) auf Sri Lanka gesprochen werden, sowie eine Reihe kleinerer Sprachen in Zentral- und Nordindien bis hin nach Pakistan. Im Norden Indiens sind dagegen hauptsächlich indoarische Sprachen verbreitet. Zu diesen gehört auch das Sanskrit, das als Religions- und Bildungssprache über Jahrhunderte hinweg in ganz Indien, auch im dravidisch sprechenden Süden, eine herausragende Rolle spielte. Während die dravidischen Sprachen eine eigenständige Sprachfamilie bilden, sind die indoarischen Sprachen ein Zweig der indogermanischen (bzw. indoeuropäischen) Sprachfamilie, zu der auch die meisten in Europa gesprochenen Sprachen gehören. Nach der akzeptierten Lehrmeinung verbreiteten diese sich wohl um 1500 v. Chr. von Zentralasien aus auf den indischen Subkontinent. Die dravidischen Sprachen wurden dagegen schon vor der Ankunft der indoarischen Sprachen auf dem Subkontinent gesprochen. Ob die dravidischen Sprachen ihrerseits zu einem früheren Zeitpunkt von außen auf den indischen Subkontinent gelangt waren, oder ob ihre Urheimat in Indien liegt, ist unklar. Neben den indoarischen und den dravidischen Sprachen sind auf dem indischen Subkontinent noch die kleinere Gruppe der Munda-Sprachen sowie in den Randbereichen tibetobirmanische Sprachen verbreitet.

## Kultur

### Religion

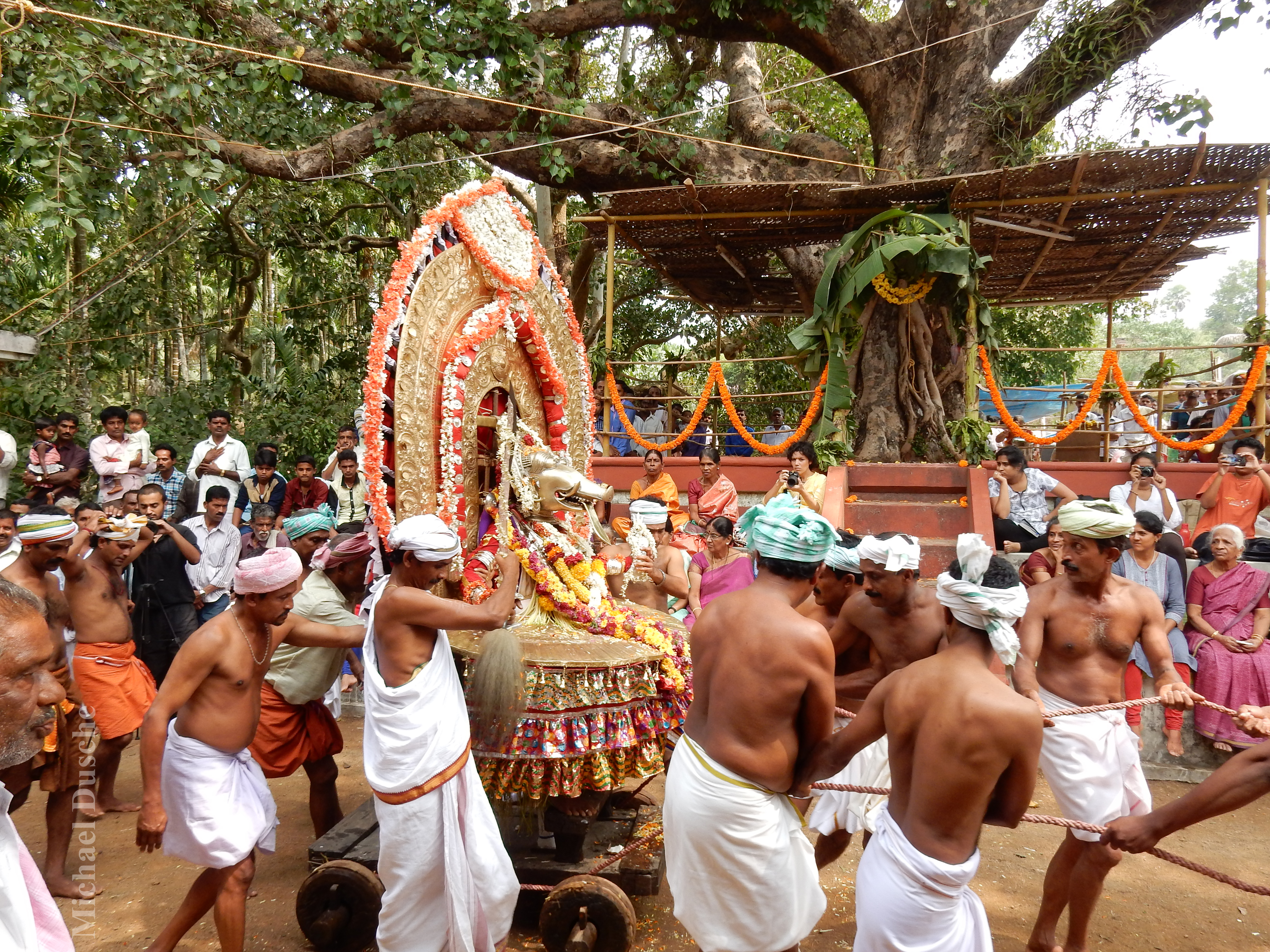
Verehrungsritual für einen Malaraya, ein zu den Bhutas gehörendes Geistwesen, in der Region Tulu Nadu im Süden von Karnataka und im Norden von Kerala

Heute folgen die meisten dravidischsprachigen Völker Formen des Hinduismus. Dennoch gibt es noch einige, die die traditionellen animistischen Volkstraditionen pflegen.

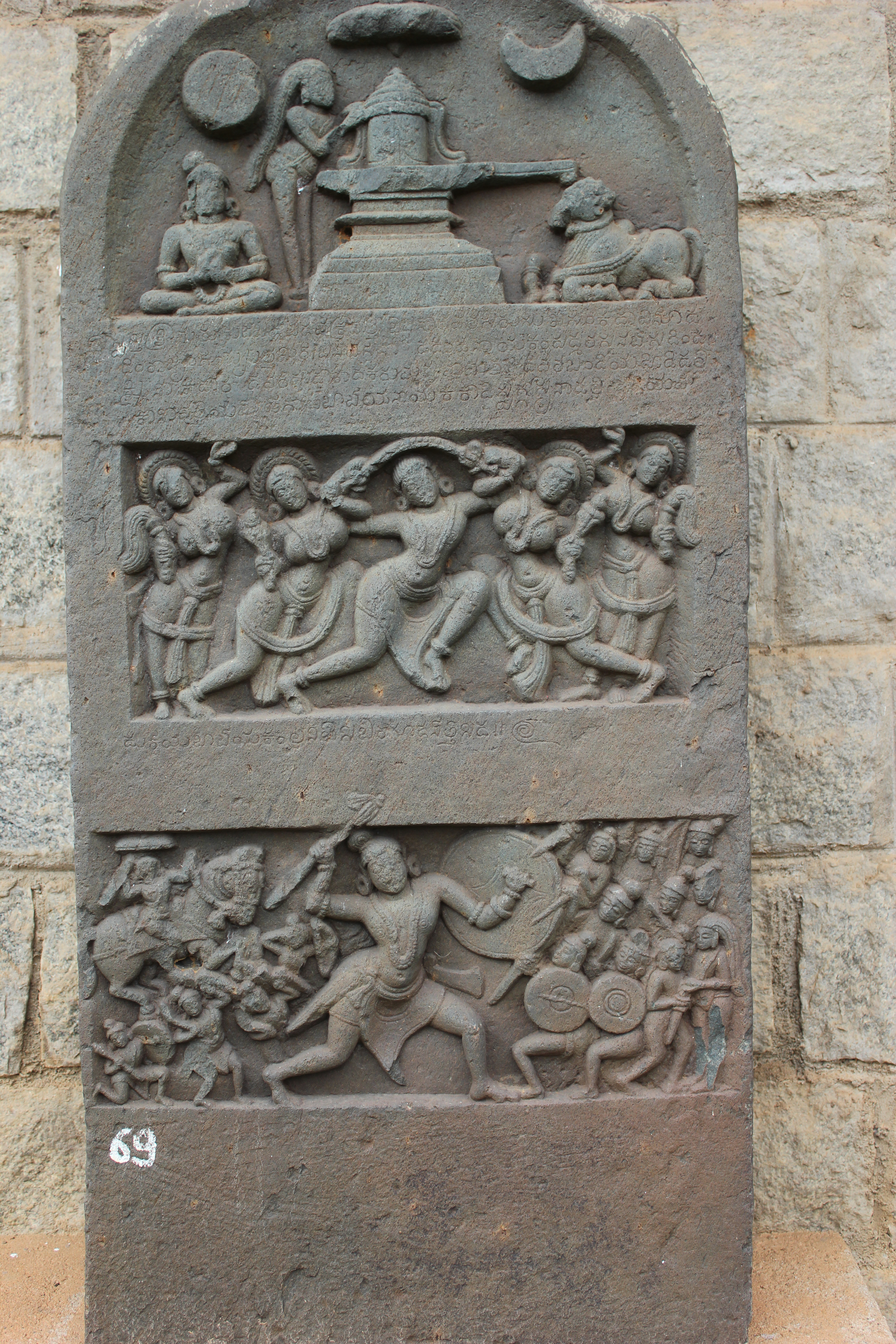
Helden- oder Ahnen-Steine (Naṭukal) sind ein integraler Bestandteil der dravidischen Kultur. Sie zeigen die Lebensgeschichte von Helden und/oder Verstorbenen. Die Motive Sonne/Stern und Mond werden häufig dargestellt.

Die ursprüngliche Religion der Draviden war eine ausgeprägte animistisch-polytheistische Religion mit stark ausgeprägtem Ahnenkult. Die Draviden glaubten an ein Weiterleben nach dem Tod in Form von Geistern in einer von der physischen Welt getrennten Geisterwelt. Reinkarnationsglaube fehlte vollständig und verbreitete sich erst später durch nordindische Sekten nach dem Ende der Vedischen Periode.
Die Religion der Draviden zeigt Parallelen zu den antiken Religionen Mesopotamiens, des alten Ägyptens und des Mittelmeerraums.

### Kampfkunst

Silambam: Darstellung eines Trainings mit Holzstäben

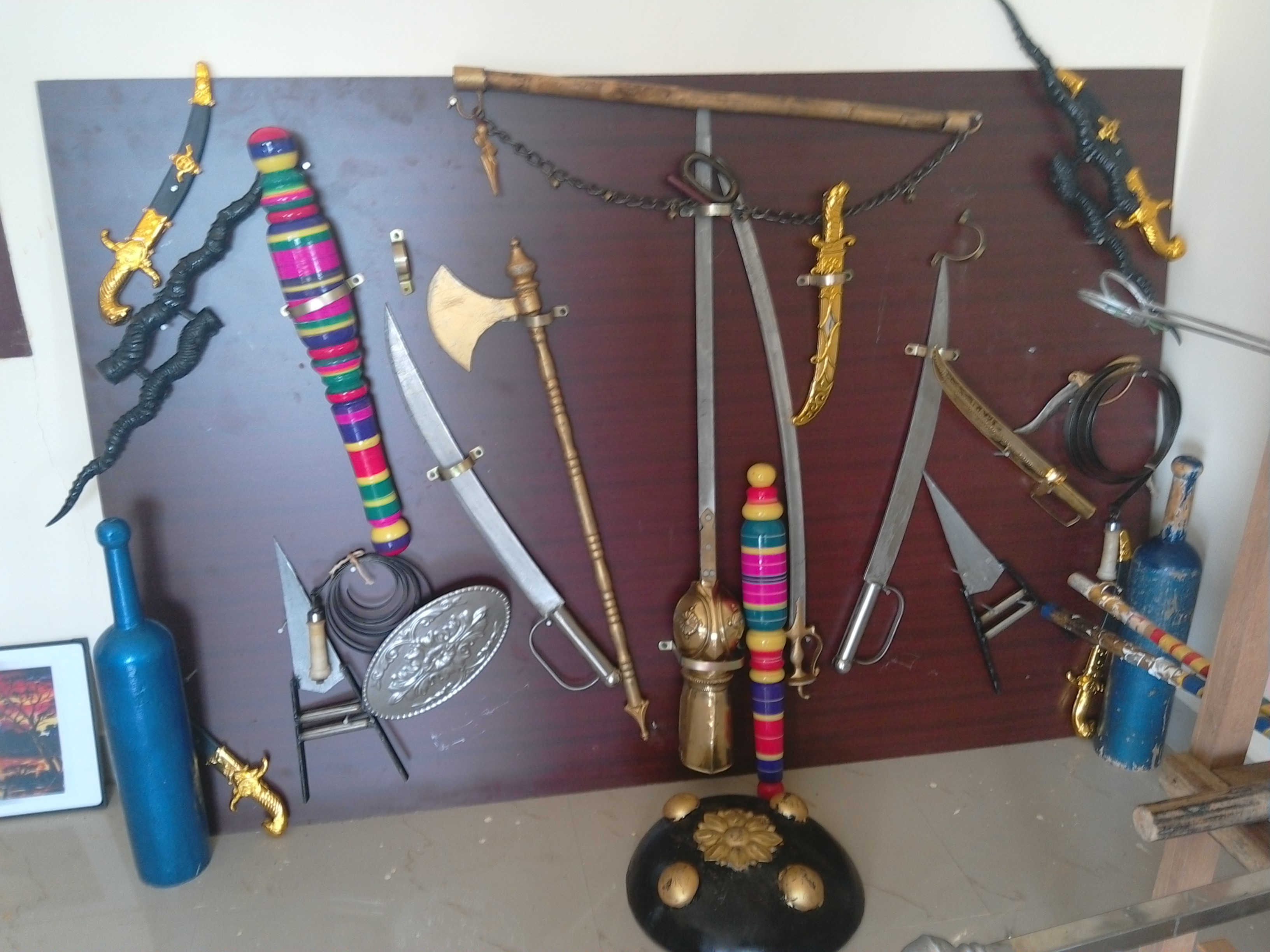
Traditionelle Waffen

Die Draviden sind auch für ihre Kampfkunst bekannt. Es gibt einige traditionelle Kampfkünste, die auch das Kung Fu beeinflussten. Des Weiteren sind sie auch für ihre Schwertkampfkunst berühmt. Einige bekannte Schulen sind das Kalarippayat oder das Silambam.

## Geschichte des Begriffs „Draviden“

### Etymologie
Die Bezeichnungen Draviden bzw. dravidisch sind vom Sanskrit-Wort draviḍa bzw. seiner adjektivischen Form drāviḍa (Vriddhi-Stufe) abgeleitet. Als Varianten zu draviḍa kommen im Sanskrit auch die Formen dramiḍa und dramila vor. Höchstwahrscheinlich besteht ein etymologischer Zusammenhang zu tamiḻ, der Eigenbezeichnung des Tamil. Als Zwischenstufe kommt die Prakrit-Form damiḷa in Frage. Unklar ist aber die Richtung der Entlehnung. Das Sanskrit-Wort draviḍa könnte über Prakrit damiḷa in Tamil tamiḻ entlehnt worden sein. Beim Übergang von Sanskrit zu Prakrit sind die Vereinfachung des anlautenden Konsonantenclusters dr- zu d- und der Wechsel von retroflexem Plosiv ḍ und retroflexem Lateral ḷ regelmäßige Lautwandel. Bei der Entlehnung ins Tamil hätte sich d in t gewandelt, weil im Tamil Stimmhaftigkeit und Stimmlosigkeit nicht phonematisch sind. Schwieriger zu erklären ist der Wandel von ḷ zum retroflexen Approximanten ḻ. Der umgekehrte Entlehnungsweg ist aber ebenfalls möglich. In diesem Fall wäre tamiḻ als damiḷa ins Prakrit übernommen worden. Die Ersetzung des im Prakrit nicht vorkommenden Lautes ḻ durch ḷ ist dabei leichter zu erklären als die umgekehrte Entwicklung. Die Prakrit-Form damiḷa wäre zu dramiḍa bzw. draviḍa sanskritisiert worden. Das r im Anlaut dr- wäre dabei eine Hyperkorrektur.

### Draviḍa/Drāviḍaim Sanskrit
Der Begriff draviḍa bezeichnet in der klassischen Sanskrit-Literatur ein Volk oder ein Land in Südindien, drāviḍa bedeutet entsprechend „zum Volk der Draviḍa gehörig“. Die Begriffe erscheinen bereits in frühen Texten wie dem Epos Mahabharata oder dem Gesetzbuch Manusmriti, die beide in die Jahrhunderte um die Zeitenwende anzusetzen sind. Die Draviḍa werden hier im Kontext von Völkerlisten erwähnt. So enthält das Mansmriti eine Aufzählung „exotischer“ Volksstämme, die von den Kshatriya abgefallen seien. Hierzu gehören neben den Draviḍa die Pauṇḍraka (Bengalen), Oḍra (Orissa), Kamboja (Nordwestindien), Yavana (Griechen), Pārada (Zentralasien), Pahlava (Perser), Cīna (Chinesen), Kirāta (Himalayagebiet), Darada und Khasa (beide Zentralasien). Im Mahabharata werden die Draviḍa zusammen mit anderen offensichtlich südindischen Volksstämmen erwähnt, so etwa den Cola (vgl. Chola) und Āndhra (vgl. Andhra). Die Angaben in den frühen Quellen sind aber zu vage, um die Draviḍa genauer identifizieren zu können, und ohnehin stellt sich die Frage, wie genau die Verfasser der Texte über die Geografie und Bevölkerung Südindiens informiert waren.
In südindischen Sanskrit-Texten des Mittelalters und der frühen Neuzeit ist der Begriff drāviḍa meist gleichbedeutend mit „tamilisch“. So bezeichnen die tamilischen Vishnuiten den Kanon der vishnuitischen Literatur in Tamil (Nalayira Divya Prabandham) auf Tamil als tamiḻ-maṟai und auf Sanskrit als drāviḍa-veda („tamilischer“ bzw. „dravidischer Veda“). Bisweilen wurde der Begriff aber auch kollektiv für die Einwohner Südindiens verwendet. So werden die Brahmanen Indiens traditionell in zwei Hauptgruppen unterteilt, die jeweils fünf Untergruppen enthalten: Die nördlich der Vindhya-Berge lebenden Pañca-Gauḍa („fünf Gauḍa“) und die Pañca-Drāviḍa („fünf Drāviḍa“) südlich davon. Die letztere Gruppe umfasst die Gurjara (die Einwohner des heutigen Gujarat), Mahārāṣṭra (Maharashtra), Tailaṅga (Telangana / Andhra Pradesh), Karnāṭaka (Karnataka) und Drāviḍa (Tamil Nadu). Der Begriff Drāviḍa wird also in einem doppelten Sinne benutzt, einmal im engeren Sinn für die Brahmanen des heutigen Tamil Nadus und einmal als Oberbegriff für alle südlichen Brahmanen.

## Herkunft und Geschichte
Die Herkunft der Draviden war bis vor kurzem umstritten. Ein Ursprung in Indien oder ein Ursprung in Vorderasien wurde diskutiert. Neuere Erkenntnisse in der Archäologie, der Genetik sowie der Linguistik bestätigen einen westeurasischen Ursprung der Proto-Draviden. Laut einer Genom-anthropologischen Studie (Das et al. 2016), stammen die proto-Draviden aus einer Region im heutigen südlichen Iran. Sie seien vor mehr als 8.000 Jahren nach Indien eingewandert und verdrängten die zahlenmäßig unterlegenen Jäger- und Sammler-Populationen beinahe vollständig. Die Indus-Kultur, eine der ältesten Kulturen der Menschheit, wird ihnen zugeschrieben. Genetisch sind die Draviden nahe mit anderen westeurasischen Populationen (Araber, Berber, Europäer und Iraner) verwandt. Die Forscher schlussfolgern, dass die Draviden aus der antiken Region Elam im heutigen Iran stammen und unterstützten die „Elamo-Dravidische“ Sprachfamilie, die bereits zuvor von einigen Linguisten vermutet wurde.
Heute bezieht sich die Bezeichnung „Dravide“ vor allem auf die Sprache beziehungsweise die Kultur und weniger auf die ethnische Herkunft.

### Heutige dravidische Völker
Die größten dravidischen Völker sind heute die Tamilen, Telugus, Kanadas, Malayalis, und die Tulu in Indien und die Brahui in Afghanistan und Pakistan. Daneben gibt es eine Vielzahl an kleineren Völkern und Stämmen, die zu den Draviden gezählt werden.

## Dravidentum als Ideologie

### Robert Caldwell und die „Entdeckung“ der Draviden

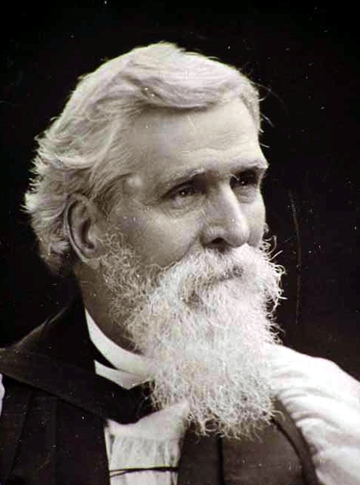
Robert Caldwell (1814–1891)

In seiner heutigen Bedeutung wurde der Begriff Draviden bzw. dravidisch von dem britischen Missionar und Sprachforscher Robert Caldwell in seinem Werk Comparative Grammar of the Dravidian or South Indian Family of Languages (1856) geprägt. In seinem Werk wies Caldwell nach, dass die in Südindien gesprochenen Sprachen zwar untereinander, aber nicht mit dem Sanskrit und den heute in Nordindien verbreiteten Sprachen (den indoarischen Sprachen) verwandt sind. Diese Entdeckung war bereits vierzig Jahre zuvor von Francis Whyte Ellis getätigt worden, erlangte aber erst durch Caldwell allgemeine Bekanntheit. Vor allem aber prägte Caldwell den Begriff dravidisch (Dravidian im englischen Original) für diese Sprachgruppe (Ellis hatte noch schlicht von „südindischen Dialekten“ gesprochen). Caldwell übernahm den Begriff aus Sanskrit drāviḍa. Er räumte ein, dass drāviḍa im Sanskrit oft in einer eingeschränkten Bedeutung nur für das Tamil stehe; da aber bereits die Sanskrit-Autoren das Wort als Überbegriff für die Völker und Sprachen Südindiens benutzt hätten, hielt er ihn für den bestgeeigneten Begriff, um die gesamte Sprachfamilie zu bezeichnen.

### Arier und Draviden im westlichen Diskurs
Anders als Francis Whyte Ellis, der sich nur mit sprachvergleichenden Aspekten befasste, weitete Robert Caldwell den Begriff dravidisch auf eine völkisch-kulturelle Ebene aus. Wie auch andere Wissenschaftler des 19. Jahrhunderts vermengte er die Konzepte von Sprache, Volk und Rasse. Außer von einer dravidischen Sprachfamilie ging Caldwell von einer völkischen Entität der „Draviden“ aus, die er den „Ariern“ gegenüberstellte. Damit griff er einen Diskurs auf, der in der Indienforschung jener Zeit hoch im Kurs war: Aus der 1786 vom Briten William Jones getätigten Entdeckung, dass das Sanskrit und seine Tochtersprachen ebenso wie die meisten heute in Europa gesprochenen Sprachen die indogermanische Sprachfamilie bilden, war geschlossen worden, indogermanische Stämme, die sich selbst als „Arier“ bezeichnet hätten, seien von außen nach Indien eingewandert und hätten die Urbevölkerung unterworfen. In der umfangreichen Einleitung seines Grammatikwerks äußert Caldwell sich zum Verhältnis zwischen Ariern und Draviden. So folgert er aus einem Vergleich des gemeinsamen dravidischen Erbwortschatzes auf ein vergleichsweise hochstehendes Niveau der vorarischen Zivilisation der Urdraviden. Damit hatte Caldwell erstmals die zuvor nur negativ als „Nicht-Arier“ definierten „Ureinwohner“ aus sich selbst heraus definiert.
Der von Caldwell geprägte Begriff Draviden fand schon bald weite Verbreitung und etablierte sich als Gegenbegriff zu Arier. Allgemein wurde von einer Dichotomie zwischen eingewanderten Ariern und eingeborenen Draviden ausgegangen und die indische Vorgeschichte unter diesen Vorzeichen gedeutet. So wurde das indische Kastensystem damit erklärt, die siegreichen Arier hätten die unterjochten Draviden zu Shudras (Niedrigkastigen) und Kastenlosen gemacht. Während Caldwell sich noch durchaus wohlwollend über die Draviden äußerte, ging die Mehrzahl der westlichen Indologen des 19. Jahrhunderts von einer rassischen Überlegenheit der Arier aus, die nach den Erkenntnissen der vergleichenden Sprachwissenschaft schließlich mit den europäischen Völkern verwandt waren. In ihrer extremsten Form führte diese Sichtweise letztlich zur Arier-Ideologie der Nationalsozialisten.
Vor diesem Hintergrund wurden die Draviden zu den „Anderen“ gemacht, in Abgrenzung zu welchen die Arier als überlegen dargestellt werden konnten. Den hellhäutigen, zivilisierten und mannhaften Ariern wurden die dunklen, primitiven und weibischen Draviden gegenübergestellt. Gleichzeitig galt es aber auch, unter den vorherrschenden orientalistischen Denkmustern die Überlegenheit des Westens über Indien zu bekräftigen. Die Geschichte Indiens wurde daher als Geschichte des Verfalls der ursprünglichen arischen Zivilisation unter dem zersetzenden Einfluss des dravidischen Geistes erzählt. So wurde etwa das Aufkommen von Tempelkult und Devotionalismus (Bhakti) im mittelalterlichen Hinduismus als dravidischer Einfluss erklärt.

### Das Entstehen einer Dravidischen Identität unter den Tamilen
Vor dem Hintergrund der britischen Kolonialherrschaft sahen sich die indischen Eliten des 19. Jahrhunderts mit den dominanten indischen Theoriebildungen über Arier und Draviden konfrontiert. Vor diesem Hintergrund begannen südindische, speziell tamilische, Intellektuelle, eine dravidische Identität zu formulieren. Als wohl erster im tamilischen Diskurs propagierte der Gelehrte P. Sundaram Pillai Ende des 19. Jahrhunderts die These von der kulturellen Eigenständigkeit der Draviden. Er vertrat die Ansicht, der dravidische Süden sei das „eigentliche Indien“ und kulturell unabhängig von der arischen Kultur Nordindiens. Ausgehend von Robert Caldwells Thesen von der vorarischen Zivilisation der Draviden, konnten Sundaram Pillai und seine Zeitgenossen die dravidische Kultur der arischen gegenüber als mindestens gleichwertig, wenn nicht gar überlegen darstellen. Die tamilischen Intellektuellen unternahmen also keinen Versuch, die Theorie von der arischen Einwanderung, die für sie wegen der negativen Urteile über die eingeborenen Draviden problematisch sein musste, in Frage zu stellen. Vielmehr übernahmen sie sie, deuteten sie aber in ihrem Sinne um. Dass versucht wird, die Dichotomie Arier-Draviden aufzulösen, geschieht erst wesentlich später und in einem gänzlich anderen Kontext, nämlich dem des Hindu-Nationalismus. Ab den 1940er Jahren, und verstärkt seit den 1990er Jahren, wird hier versucht, die arische Einwanderungsthese zu widerlegen (Out-of-India-Theorie) und die dravidische Identität als Resultat einer Teile-und-Herrsche-Taktik der britischen Kolonialherren dargestellt.
Während der Begriff dravidisch aus linguistischer Sicht neben dem Tamil auch die drei anderen großen südindischen Sprachen Telugu, Kannada und Malayalam einschließt, waren es im Wesentlichen nur Sprecher des Tamil, bei denen die dravidische Identität Anklang fand. Die Begriffe dravidisch und tamilisch wurden dabei weitgehend austauschbar verwendet, wobei davon ausgegangen wurde, die Tamilen seien das dravidische „Urvolk“. Hierzu trug bereits Robert Caldwell bei, der in seinem Pionierwerk das Tamil als wichtigste und ursprünglichste dravidische Sprache darstellte. Auch waren die anderen dravidischen Sprachen weitaus stärker als das Tamil vom Sanskrit beeinflusst worden, sodass die These von der Unabhängigkeit der dravidischen Kultur von der arischen auf die Sprecher dieser Sprachen weniger überzeugend wirken musste. Im Endeffekt blieb die Draviden-Ideologie jedenfalls auf die Tamilen beschränkt.
Parallel zur Entwicklung einer dravidischen Identität unter den Tamilen vollzog sich die sogenannte tamilische Renaissance, angestoßen durch die Wiederentdeckung der aus den ersten Jahrhunderten n. Chr. stammenden alttamilischen Sangam-Literatur um die Wende des 19. und 20. Jahrhunderts. In der Sangam-Literatur, die noch weitgehend frei von Einflüssen der nordindischen Kultur ist, sah man nun den Ausdruck einer urtümlichen dravidischen Zivilisation. Die Entdeckung der Indus-Kultur im Jahr 1922 und die bald darauf aufkommenden Spekulationen, die Träger dieser Zivilisation seien Sprecher von dravidischen Sprachen gewesen, gaben der These, vor der Ankunft der Arier habe eine hochstehende dravidische Zivilisation existiert, neuen Aufwind. Die wohl extremste Ausprägung des neuen dravidischen Bewusstseins war die These, die Draviden/Tamilen seien eine der reinen Urrassen der Menschheit und hätten vom untergegangenen Kontinent Kumarikkandam aus den anderen barbarischen Völkern der Welt Kultur und Sprache beigebracht und diese zivilisiert.

### Die Dravidische Bewegung in Tamil Nadu

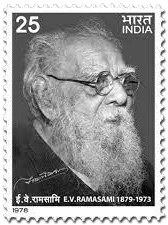
E. V. Ramasami (1879–1973)

Ab dem frühen 20. Jahrhundert formierte sich in den tamilischen Gebieten Indiens eine politische Bewegung, die als Dravidische Bewegung bekannt ist. Sie fußte einerseits auf der Draviden-Ideologie, andererseits auf dem Anti-Brahmanismus, also der Ablehnung der angenommenen Vormachtstellung der Brahmanen richtete. Durch die bereits von Robert Caldwell vertretene These, das Kastensystem sei von eingewanderten arischen Brahmanen in Südindien eingeführt worden, ergab sich ein Anknüpfungspunkt zwischen Anti-Brahmanismus und Draviden-Ideologie. Die Brahmanen erschienen demnach als Arier, während nur Nichtbrahmanen Draviden oder Tamilen sein konnten. Tatsächlich diente im Diskurs der Nichtbrahmanen-Bewegung Dravide häufig als Synonym für Nichtbrahmane.
Dem Sozialreformer E. V. Ramasami (Periyar) gelang es, die Dravidische Bewegung zu einer Massenbewegung zu machen. Er gründete 1925 die sozialreformerische Selbstachtungsbewegung mit dem erklärten Ziel, den Nichtbrahmanen ein Gefühl der „Selbstachtung“ auf Grundlage ihrer dravidischen Identität zu geben. 1944 vereinigte sich die Selbstachtungsbewegung mit der ursprünglich als Interessenvertretung der nichtbrahmanischen Eliten gegründeten Justice Party zur Organisation Dravidar Kazhagam (DK, „Bund der Draviden“). Von dieser spaltete sich 1949 unter der Führung von C. N. Annadurai die Partei Dravida Munnetra Kazhagam (DMK, „dravidischer Fortschrittsbund“) als politische Partei ab. Auf Grundlage der Draviden-Ideologie vertraten die DK und DMK radikale nationalistische Positionen und forderten zeitweise sogar einen eigenen Staat Dravida Nadu für die Draviden Südindiens. Die DMK entwickelte sich in dem Bundesstaat Madras (heute Tamil Nadu) schnell zu einer wichtigen politischen Kraft und gewann 1967 erstmals die Parlamentswahlen in dem Bundesstaat. Nach Annadurais Tod spaltete sich von der DMK 1972 die Partei All India Anna Dravida Munnetra Kazhagam (AIADMK) ab. Bis heute wird die Politik Tamil Nadus von diesen beiden „dravidischen Parteien“ dominiert. Auch wenn die Dichotomie Arier vs. Draviden heute stark an Bedeutung verloren hat, bekennen sich sowohl DMK als auch AIADMK dem Namen nach zum Erbe der Dravidischen Bewegung.